# 전장의 피아니스트
《전장의 피아니스트》(영어: Broken Keys)는 2021년 전주국제영화제에서 상영한 레바논, 미국, 프랑스의 드라마 전쟁 영화이다.

## 출연진

### 주연
- 타렉 야쿱 - 카림 역
- 아델 카람

### 조연
- 롤라 벡스마티 - 사마르 역
- 모우니르 마스리 - 아보우 모우사 역
- 줄리안 파르하트 - 압달라 역
- 이브라힘 모스타파 - 줄리안 역